# Tærskelfjord
En tærskelfjord er en fjord der er forholdsvis lavvandet ved udmundingen til havet, så det danner en slags tærskel til et dybere bassin længere inde i fjorden. En tærskelfjord kan lettere blive udsat for iltsvind  på grund af at tærsklen kan medføre en utilstrækkelig fornyelse af bundvandet fra havet. I Danmark er Mariager Fjord den mest kendte tærskelfjord, der flere gange, men værst i 1997, blev udsat for kraftigt   iltsvind, men også store fjorde som Isefjorden og Flensborg Fjord hører til typen.  Også i Norge er mange af de store fjorde tærskelfjorde. I Mariager Fjord har fjordmundingen en dybde på kun et par meter, mens der i de indre dele af fjorden er op til 30 meters dybde.